# أليكس بيرغر
أليكس بيرغر (بالفرنسية: Alex Berger)‏ هو منتج أفلام وشخصية أعمال فرنسي، ولد في مارس 1962 في فيلادلفيا في الولايات المتحدة.